# Lindsay Crosby
Lindsay Harry Crosby (ur. 5 stycznia 1938 w Los Angeles, zm. 11 grudnia 1989 w Calabasas) – amerykański piosenkarz i aktor, syn amerykańskiego piosenkarza i aktora  Binga Crosby’ego i jego pierwszej żony Dixie Lee.

## Życiorys
Lindsay Crosby urodził się w Kalifornii. Kształcił się w Los Angeles, a po ukończeniu studiów w 1956 roku zapisał się do Williams College w Williamstown w stanie Massachusetts, ale opuścił go po jednym semestrze.
Wraz ze swoimi trzema braćmi  (Garym, Phillipem i Dennisem) założył grupę wokalną The Crosby Boys.
Zmarł 11 grudnia 1989 popełniwszy samobójstwo. Miał 51 lat. Został pochowany na Holy Cross Cemetery w Culver City.

## Najbliższa rodzina
- Bing Crosby (ojciec)
- Dixie Lee (matka)
- Gary Crosby (brat)
- Phillip Crosby (brat)
- Dennis Crosby (brat)
- Kathryn Grant Crosby (macocha)
- Harry Crosby (przyrodni brat)
- Mary Crosby (przyrodnia siostra)
- Nathaniel Crosby (przyrodni brat)
- Larry Crosby (wujek)
- Bob Crosby (wujek)
- Denise Crosby (bratanica)

## Dyskografia

### Single
- 1951: That's What I Want For Christmas
- 1951: Dear Mister Santa Claus
- 1958: Friendship Ring
- 1958: Why-Oh-You (Y.O.U.)
- 1958: Ding Ding
- 1958: One Chocolate Soda With Two Straws
- 1965: Christmas Won't Be The Same
- 1965: Old Friends Of Mine

### Albumy
- 1950: A Crosby Christmas (EP) – z Dennisem Crosbym, Garym Crosbym, Phillipem Crosbym oraz Bingiem Crosbym

The Crosby Boys
- 1960: The Crosby Brothers – Dennis – Philip – Lindsay Crosby
- 2000: Presenting the Crosby Brothers